# Wolfgang Altenburger
Wolfgang Altenburger (* 19. September 1931 in Burgstädt; † 18. März 2008 in Berlin) war ein deutscher Comicautor, Chefredakteur des Comics „Mosaik“ und der Kinderzeitschrift „Atze“ sowie Initiator der Atze-Expeditionslager.
Altenburger trat nach der Ausbildung zum Bergmann 1948 der SED bei. Bis 1956 war er Pionierleiter und Instrukteur beim FDJ-Zentralrat für Touristik und Wandern. Von 1956 bis 1960 war er Redakteur beim Buchverlag Junge Welt in Berlin. Von 1960 bis 1962 studierte er Journalistik an der Karl-Marx-Universität in Leipzig (Diplomarbeit: „Die besonderen Aufgaben der Bilderzeitschrift im System der Kinderpresse der DDR. Eine Untersuchung nach den Prinzipien des einheitlichen Bildungssystems und der IV. Journalistenkonferenz“). Danach war er von 1963 bis 1985 Chefredakteur von „Mosaik“ und von 1967 bis 1991 Chefredakteur von „Atze“. Altenburger war der produktivste Comic-Texter der DDR (z. B. Pats Reiseabenteuer), der auch Texte für die meisten Illustriertencomics der 1970er- und 1980er-Jahre verfasste. 1982 wurde er mit dem Vaterländischen Verdienstorden ausgezeichnet. Nach der Wende und friedlichen Revolution in der DDR gelang es ihm nicht, die Zeitschrift „Atze“ am Leben zu erhalten. Seit 1993 war er beim Mosaik Steinchen für Steinchen Verlag tätig. Er verstarb am 18. März 2008 in Berlin.